# Saint-Michel-de-Vax
Saint-Michel-de-Vax is een gemeente in het Franse departement Tarn (regio Occitanie) en telt 67 inwoners (2009). De plaats maakt deel uit van het arrondissement Albi.

## Geografie
De oppervlakte van Saint-Michel-de-Vax bedraagt 5,8 km², de bevolkingsdichtheid is dus 11,6 inwoners per km².
De onderstaande kaart toont de ligging van Saint-Michel-de-Vax met de belangrijkste infrastructuur en aangrenzende gemeenten.

## Demografie
Onderstaande figuur toont het verloop van het inwonertal (bron: INSEE-tellingen).